# 迪尼拉國家公園
8°19′48″N 66°37′58″W / 8.33000°N 66.63278°W

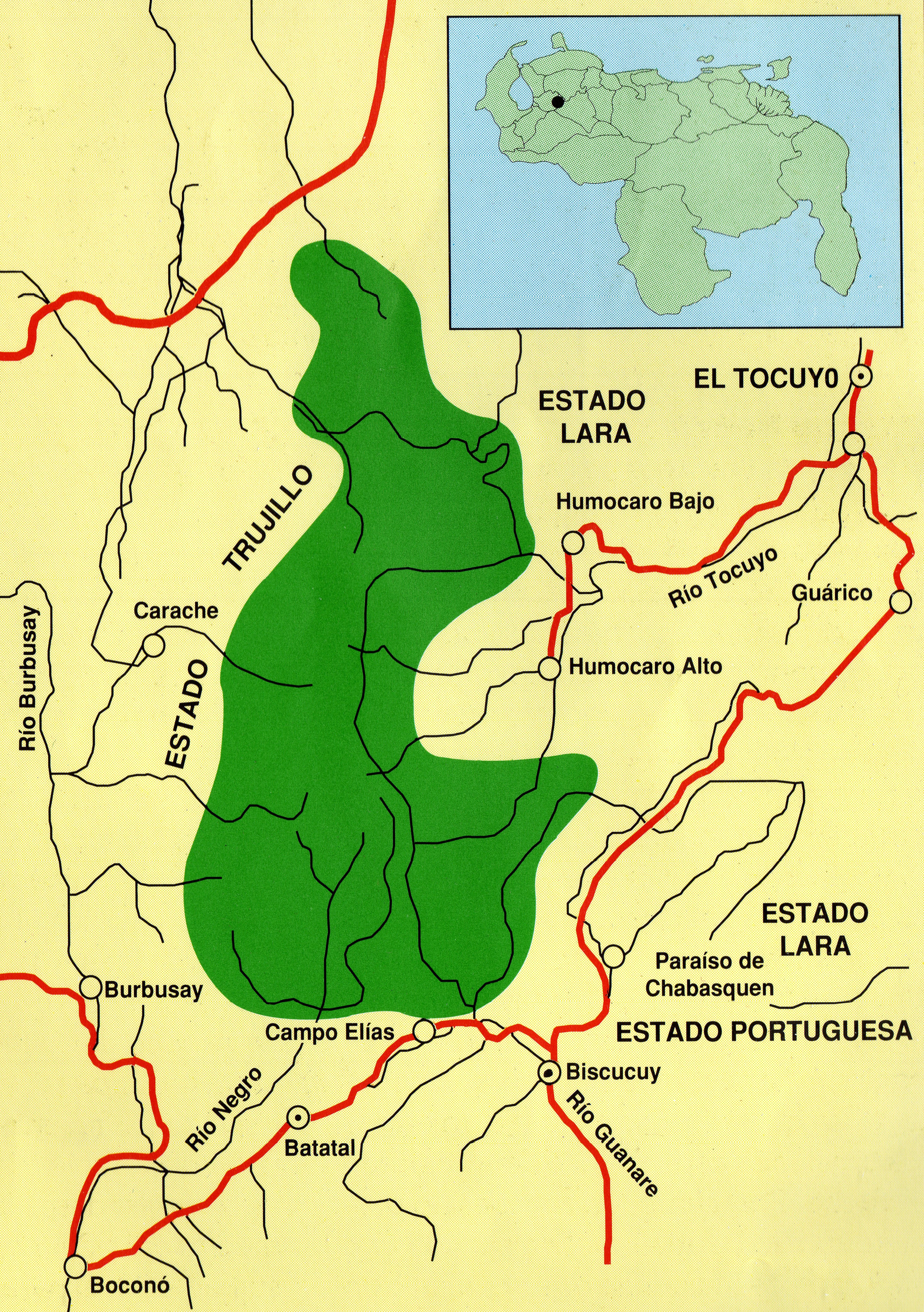

迪尼拉國家公園是委內瑞拉的國家公園，位於該國西北部，由拉臘州、波圖格薩州和特魯希略州負責管轄，面積453平方公里，始建於1988年11月30日，每年平均降雨量1,300毫米。